# The Living Daylights (singolo)
The Living Daylights è un singolo del gruppo musicale norvegese a-ha, pubblicato nel 1987. Il brano è tratto dalla colonna sonora del film 007 - Zona pericolo (The Living Daylights) ed è anche incluso nel terzo album del gruppo Stay on These Roads.
Il brano è stato scritto da Pål Waaktaar e John Barry.

## Tracce
- 7"

1. The Living Daylights - 4:04
2. The Living Daylights (Instrumental) - 4:36